# Zigera cremata
Zigera cremata är en fjärilsart som beskrevs av Butler 1878. Zigera cremata ingår i släktet Zigera och familjen nattflyn. Inga underarter finns listade i Catalogue of Life.